# 非鉄金属管
非鉄金属管（ひてつきんぞくかん）とは、材質が非鉄金属のパイプ・管。
主に、アルミニウム合金、銅・銅合金、チタン・チタン合金が使用される。
チタン合金製は、耐久性や耐食性があり、スポーツ・レジャー用品や耐環境性・耐薬品性が求められる構造物・配管に用いられる。アルミ合金製や銅合金製は曲げやすく熱伝導性にも優れているため、熱交換器用管、給油管そのほか化学工業用管としても使用される。